# Metalliserad plastfilm

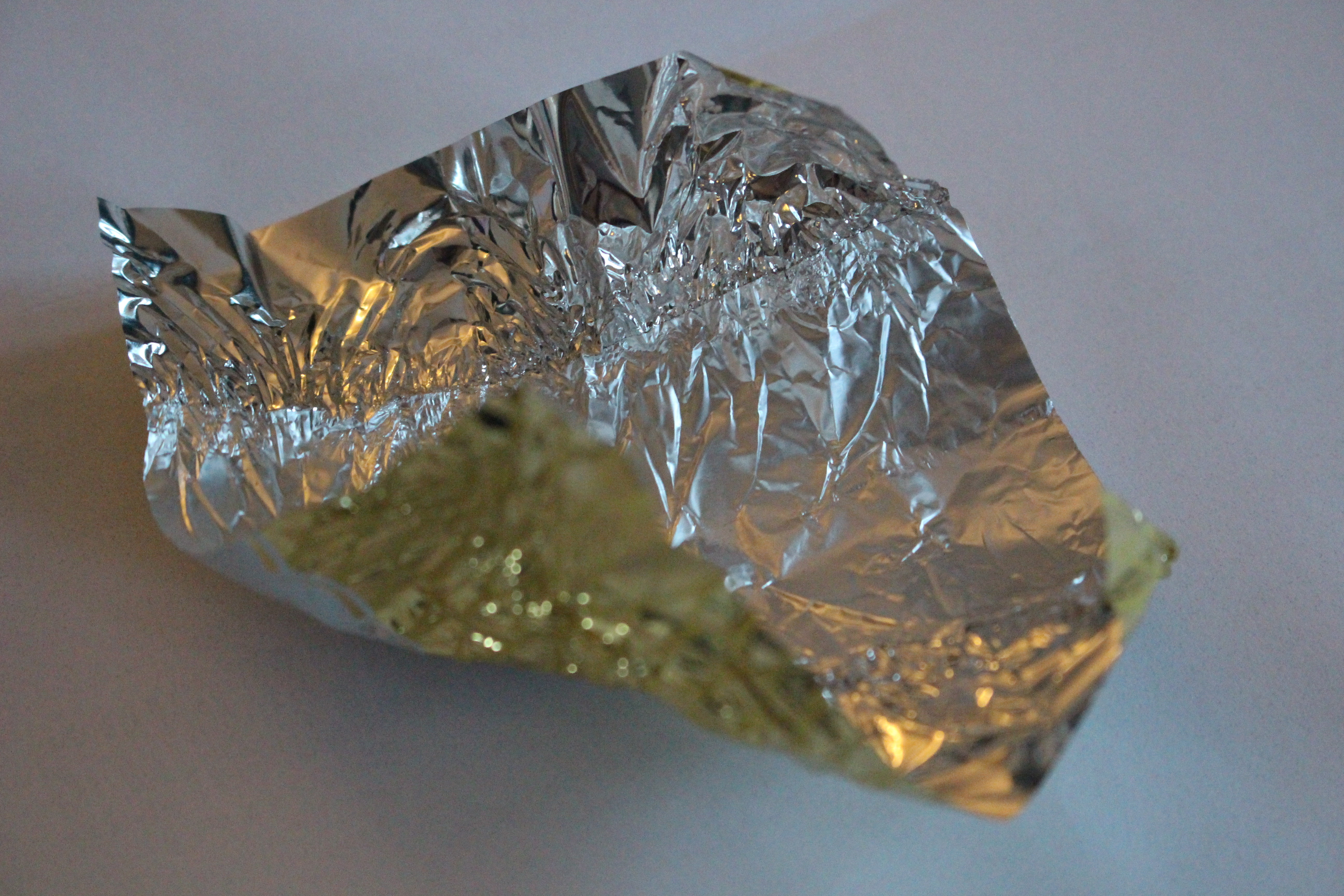
Metalliserad plastfolie för chokladkula.

Metalliserad plastfilm är en plastfilm/polymerfilm som är belagd med ett ytterst tunt skikt metall, vanligtvis aluminium. Detta ger ett metalliskt glansigt utseende, påminnande om aluminiumfolie och det äldre liknande materialet stanniol, till en lägre vikt och mindre kostnad.
Metalliserade plastfilmer används för dekorativa syften, elektronik, värmeisolering, livsmedelsförpackning och vid livsmedelstillagning.

## Användningsområden

### Dekorativa syften
Blanka ballonger, presentsnören, julglitter, paljetter och silverglänsande kartong.

### Elektronik
Framförallt i kondensatorer, men även till antistatpåsar och kupolformat metalliserad membran i större högtalares diskantelement.

### Isolering
Akutfiltar/foliefiltar, brandmansdräkter, rymddräkter och transportbehållare.

### Livsmedelsförpackning
För exempelvis djupfrusna kryddor, godis och konfekt, kaffe, leverpastej, samt snacks såsom cashewnötter och potatischips.

### Livsmedelstillagning
Mikropopcornpåsar.